# Dimitris Saravakos
Dimitris Saravakos (în greacă Δημήτρης Σαραβάκος) (n. 26 iulie 1961), poreclit O Μικρός (Coplul) este un fost jucător de fotbal grec, considerat unul dintre cei mai buni jucători greci din toate timpurile și o legendă a lui Panathinaikos FC.
Și-a început cariera la Panionios la vârsta de 16 ani, devenind rapid unul dintre cei mai talentați jucători din ligă, iar la 23 de ani a fost transferat de FC Panathinaikos, unde Saravakos și-a câștigat faima internațională și a devenit un idol printre fani. În 1994, s-a transferat la AEK Atena, unde a avut două sezoane de succes. S-a întors și și-a încheiat cariera la Panathinaikos în 1997.
Fiind unul dintre cei mai carismatici jucători din Europa, el a atras o serie de oferte din partea celor mai mari cluburi europene. Cu toate acestea, la începutul anilor 1990 - înainte de punerea în aplicare a hotărârii Bosman a CEJ - când Juventus și Fiorentina i-a oferit un contract, președintele Panathinaikos, Yiorgos Vardinogiannis, a respins transferurile - Saravakos a pierdut astfel ocazia de a-și continua cariera de succes în Serie A.
Între anii 1980 până la mijlocul anilor 1990, Saravakos a doborât mai multe recorduri și a luat mai multe trofee. El a câștigat cu Panathinaikos 3 campionate, 6 cupe, 2 Supercupe și numeroase victorii europene, conducându-i pe „verzi” în semifinalele Cupei Campionilor din 1985, în sferturile de finală ale Cupei UEFA din 1988 (în care Saravakos a fost golgheter) și în sferturile de finală ale Ligii Campionilor din 1992. În 1994, prezența sa imensă și creativitatea de pe teren a ajutat-o pe AEK să devină prima echipă greacă care a avansat în grupele noi reformate Ligi ale Campionilor.
Saravakos este cel de-al patrulea cel mai bun marcator din toate timpurile pentru echipa națională a Greciei, cu 22 de goluri, iar în 1994 a condus Grecia la prima sa Cupă Mondială din istoria sa.
El este golgheter în derbiurile împotriva lui Olympiacos cu 16 goluri. El a deținut recordul pentru cel mai bun marcator grec în meciurile europene, marcând 25 de goluri, înainte de a fi depășit de Demis Nikolaidis.
În 1987 și în 1991, Saravakos s-a numărat printre primii 30 de fotbaliști europeni nominalizați la Balonul de Aur.
Din 2013 servește drept consilier strategic pentru Panathinaikos, o poziție creată special pentru el.

## Titluri
Panionios
- Cupa Greciei: 1979

Panathinaikos
- Campionatul Greciei: 1986, 1990, 1991
- Cupa Greciei: 1986, 1988, 1989, 1991, 1993, 1994
- Supercupa Greciei: 1988, 1993

AEK Atena
- Cupa Greciei: 1996
- Supercupa Greciei: 1996